# Elvaston
Elvaston és una població dels Estats Units a l'estat d'Illinois. Segons el cens del 2000 tenia 152 habitants.

## Demografia
Segons el cens del 2000, Elvaston tenia 152 habitants, 67 habitatges, i 45 famílies. La densitat de població era de 73,4 habitants/km².
Dels 67 habitatges en un 31,3% hi vivien nens de menys de 18 anys, en un 47,8% hi vivien parelles casades, en un 10,4% dones solteres, i en un 32,8% no eren unitats familiars. En el 31,3% dels habitatges hi vivien persones soles el 22,4% de les quals corresponia a persones de 65 anys o més que vivien soles. El nombre mitjà de persones vivint en cada habitatge era de 2,27 i el nombre mitjà de persones que vivien en cada família era de 2,69.
Per edats la població es repartia de la següent manera: un 23% tenia menys de 18 anys, un 7,9% entre 18 i 24, un 25% entre 25 i 44, un 27% de 45 a 60 i un 17,1% 65 anys o més.
L'edat mediana era de 39 anys. Per cada 100 dones de 18 o més anys hi havia 77,3 homes.
La renda mediana per habitatge era de 34.792 $ i la renda mediana per família de 45.833 $. Els homes tenien una renda mediana de 35.000 $ mentre que les dones 16.818 $. La renda per capita de la població era de 27.947 $. Aproximadament l'11,5% de les famílies i el 12,7% de la població estaven per davall del llindar de pobresa.

## Poblacions més properes
El següent diagrama mostra les poblacions més properes.